# Johan Hallberg
Per Johan Hallberg, född 8 maj 1879 i Halmstad, död där 21 april 1965, var en svensk fotograf.
Johan Hallberg växte upp i Halmstad och utbildade sig till fotograf först vid Steen-Möllers ateljé i Fredriksvall och därefter vid olika fotografer i Sverige och Danmark. 1897 öppnade han egen ateljé på Storgatan 33, där han sedan drev verksamhet under 45 år. Johan Hallberg var ordförande i Fotografernas yrkesförbund liksom i flera hantverksorganisationer. Han var även ledamot av stadsfullmäktige och drätselkammare samt i flera av stadens styrelse. Johan Hallberg ledde organiserandet av Halmstadsutställningen 1929 och riksmässsan för småindustri 1944 samt var initiativtagare till anläggandet av Tylösand. Han erhöll 1928 titeln hovfotograf.